# 리키사

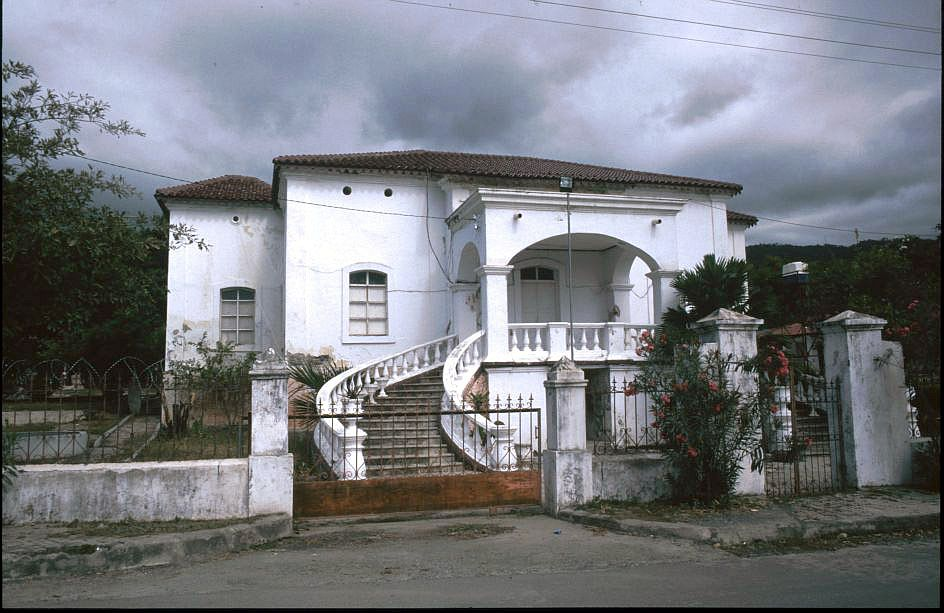
리키사

리키사(포르투갈어: Liquiçá, 테툼어: Likisá 리키사)는 동티모르의 도시로 리키사현의 현도이며 면적은 355.28km2, 높이는 87m, 인구는 5,005명(2015년 기준), 인구 밀도는 14명/km2이다. 딜리(동티모르의 수도)에서 서쪽으로 32km 정도 떨어진 곳에 위치한다.